# La Chorrera (ciudad)
La Chorrera es una ciudad panameña, capital del distrito de La Chorrera, perteneciente a la provincia de Panamá Oeste. El área urbana y la zona más poblada de La Chorrera son los corregimientos de Barrio Balboa y Barrio Colón, con un marcado énfasis hacia el este, hasta hacer una conurbación con el corregimiento Juan D. Arosemena, del distrito de Arraiján. Sin embargo, considerando que las áreas urbanas de esos dos corregimientos (Barrio Balboa y Barrio Colón), conjuntamente con las de los corregimientos de El Coco, Guadalupe y parte de Puerto Caimito, forman un todo orgánico y funcional conocido como «La Gran Chorrera» con una población de 133.599 habitantes. De la antigua provincia de Panamá era la cuarta aglomeración urbana más grande superada por Arraiján, San Miguelito y la capital. Y la segunda más importante de la provincia tras la Ciudad de Panamá, de la cual se encuentra a unos 32 km. Es reconocida por su feria internacional y reconocida como "la ciudad del bollo y el chicheme.

## Toponimia
El origen del nombre es desconocido, sin embargo, podría ser por la cantidad de saltos de agua que se encuentran en la región, por lo que los colonizadores españoles decidieron llamarlo La Chorrera. Entre los principales chorros se encuentran: el chorro de La Chorrera, el chorro Trinidad, el chorro Caño Quebrada, entre otros.

## Historia

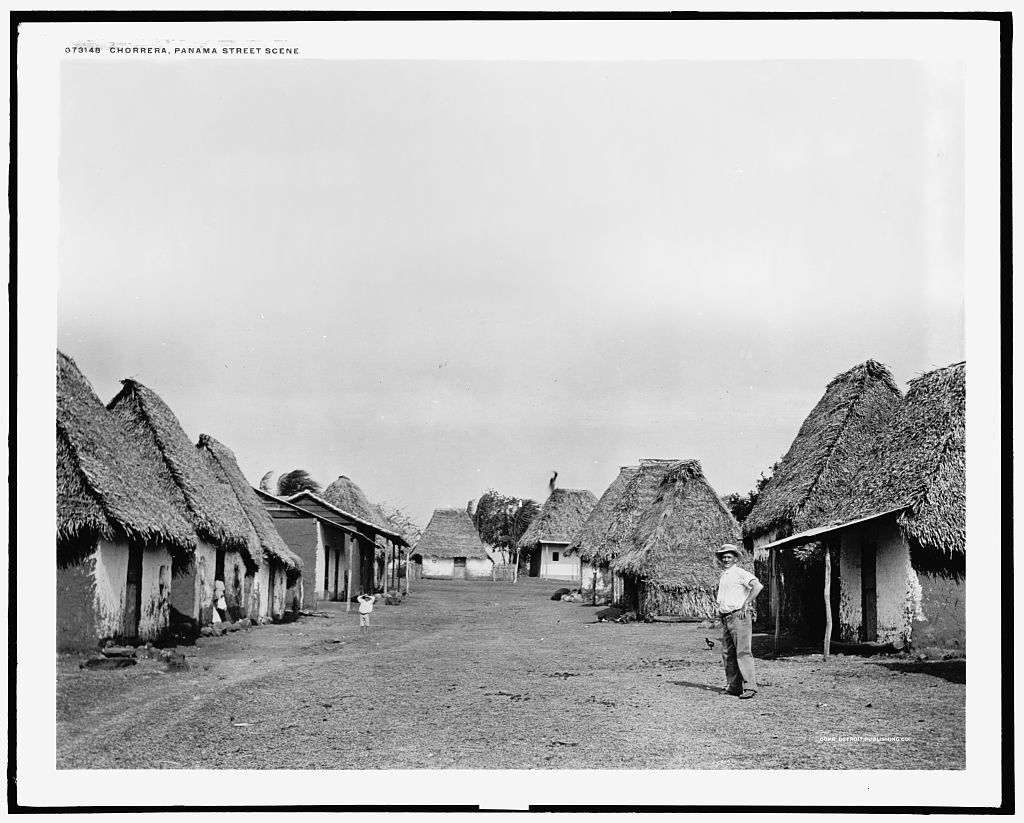
La Chorrera a inicios del.

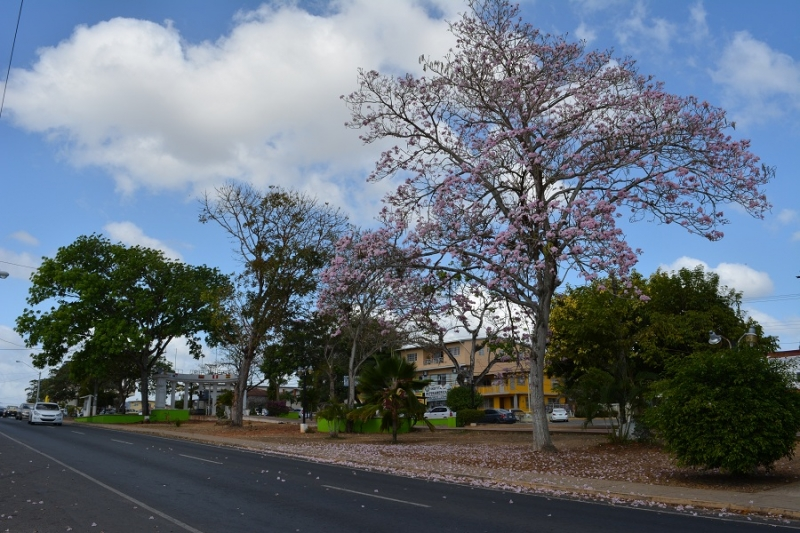
Parque Libertador de La Chorrera.

Fue fundada por el gobernador Sancho Clavijo el 12 de septiembre de 1550. Los primeros habitantes de la región fueron indígenas quienes habían llegado de Venezuela y Perú  al Istmo de Panamá. En la zona conocida actualmente como La Chorrera, existía una hacienda que era propiedad de la española, Juana María Bautista de la Coba, quien disponía de 4 hectáreas con título de propiedad expedido por el Gobierno español. En la hacienda se trabajaba la agricultura y ganadería, por ello un gran número de personas construyeron viviendas en las hectáreas para vivir y al mismo tiempo aprovechar las tierras, esto con el permiso de su propietaria. 
El 12 de septiembre de 1855, La Chorrera se convierte en un distrito. En 1922 se formó una agrupación cívica que se denominó como Centro Chorrerano de Hombres y Mujeres, con el propósito de llevar a término toda obra y actividades necesarias para combatir el atraso económico e impulsar el progreso de la ciudad.

## Geografía

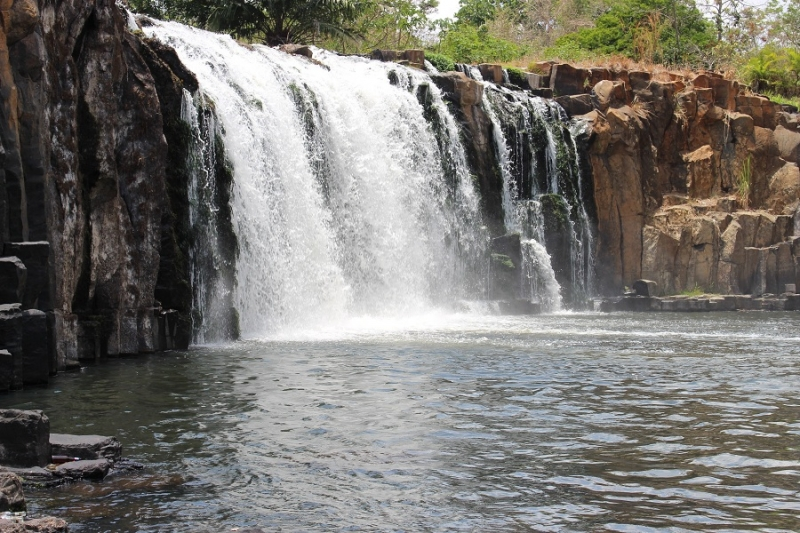
Chorro de La Chorrera

La Chorrera se localiza en unos terrenos de sabana, que tiene un clima cálido y de lluvias torrenciales especialmente en invierno, lo que da lugar a extensos herbazales que favorecen a la cría de ganado vacuno, y en menor medida porcino. 
Las fértiles tierras dan buenas cosechas de la piña, arroz , cítricos, yuca, frijoles y caña de azúcar.

## Servicios públicos

### Educación
La Chorrera cuenta con gran cantidad de centros educativos, tanto a nivel primario, secundario y superior. 

## Transporte

### Transporte Urbano
La Chorrera cuenta con la red de autobuses urbanos, la cual está compuesta por la Red nacional de Autobuses y la red de líneas regulares o internas. La principal concesionaria o empresa de autobuses de la ciudad es la Sociedad de Propietarios de Transporte de La Chorrera (SPTCH) - Sindicato de Conductores y Automotores de La Chorrera (SICAMOCH), principal línea de autobuses que conecta la ciudad de La Chorrera con la Ciudad de Panamá (capital panameña) y las principales rutas dentro de la ciudad, las otra dos empresas tales como Transporte Unidos Chorreranos S, A. (TUCSA) y (Sotrachopav) concentran unas 37 a 60 rutas de transporte de pasajeros regulares.

## Medios de comunicación

### Radios
- Kontrol Stereo (89.5 FM)
- Stereo Oeste (98.5 FM)

## Cultura

### Museos
- El Museo Municipal de La Chorrera es el único museo de la ciudad, es administrado por el Municipio de La Chorrera. El museo se encuentra en la antigua sede del Municipio de la Chorrera, lugar donde además se encontraba la Farmacia Comunitaria. En sus 4 salas exhibe los hallazgos precolombinos de los extintos cuevas, mapas y otros objetos de las épocas colonial y de unión a Colombia. También cuenta con una sala para pinturas, esculturas e instrumentos musicales.[4][5]

### Fiestas locales
- 4 de mayo: Fiesta del patrono San Francisco de Paula, que se festeja después de sus tradicionales novenas que culminan el 3 de mayo con tres misas y una procesión.[6]
- 12 de septiembre: fundación del distrito del mismo nombre. Se celebra con un desfile cívico en el participan diferentes colegios oficiales y particulares. Adicionalmente desde el 2019 se desarrolla un desfile folclórico posterior al terminar el cívico.

## Deporte
Cuenta con equipos en las siguientes disciplinas:
- Fútbol:
  - Club Atlético Independiente de La Chorrera
  - San Francisco Fútbol Club

- Béisbol:
  - Equipo Juvenil de Panamá Oeste
  - Equipo Mayor de Panamá Oeste

Adicionalmente el distrito cuenta con los siguientes recintos deportivos:
- Béisbol:
  - Estadio Justino Salinas
  - Estadio Mariano Rivera (En construcción)
  - Centro de Alto Rendimiento de Béisbol Mariano Rivera (En construcción)

- Fútbol:
  - Estadio Agustín Muquita Sánchez
  - Complejo Deportivo 28 de Noviembre

- Automovilismo:
  - Autódromo Internacional de Panamá